# Boxplay

Boxplay-Situation

Boxplay (engl. für „Spielen in einem oder wie ein Viereck“) ist ein Fachbegriff in Hockeyspielen und bezeichnet die Strategie einer Mannschaft in einer Unterzahlsituation.
Es bezeichnet die Spielformation einer Mannschaft, die aufgrund einer vom Schiedsrichter ausgesprochenen Mannschaftsstrafe, bei der im Eishockey bis zu zwei Feldspieler für zwei oder fünf Minuten auf die Strafbank verwiesen werden, in Unterzahl gegen den Gegner spielen muss. In der Regel stellen im Eishockey sich die auf dem Eis verbliebenen vier Feldspieler der bestraften Mannschaft so vor ihr eigenes Tor, dass sie ein Viereck bilden, um so die gegnerischen fünf Feldspieler einigermaßen kontrollieren zu können.
Im Unihockey ist das Boxplay weniger häufig: Bei Überzahlsituationen greift ein Verteidiger oft den ballführenden Angreifer an.
Das Gegenteil des Boxplay ist das Powerplay der vollzähligen Mannschaft bzw. der Mannschaft, welche einen oder zwei Feldspieler mehr im Spiel hat.

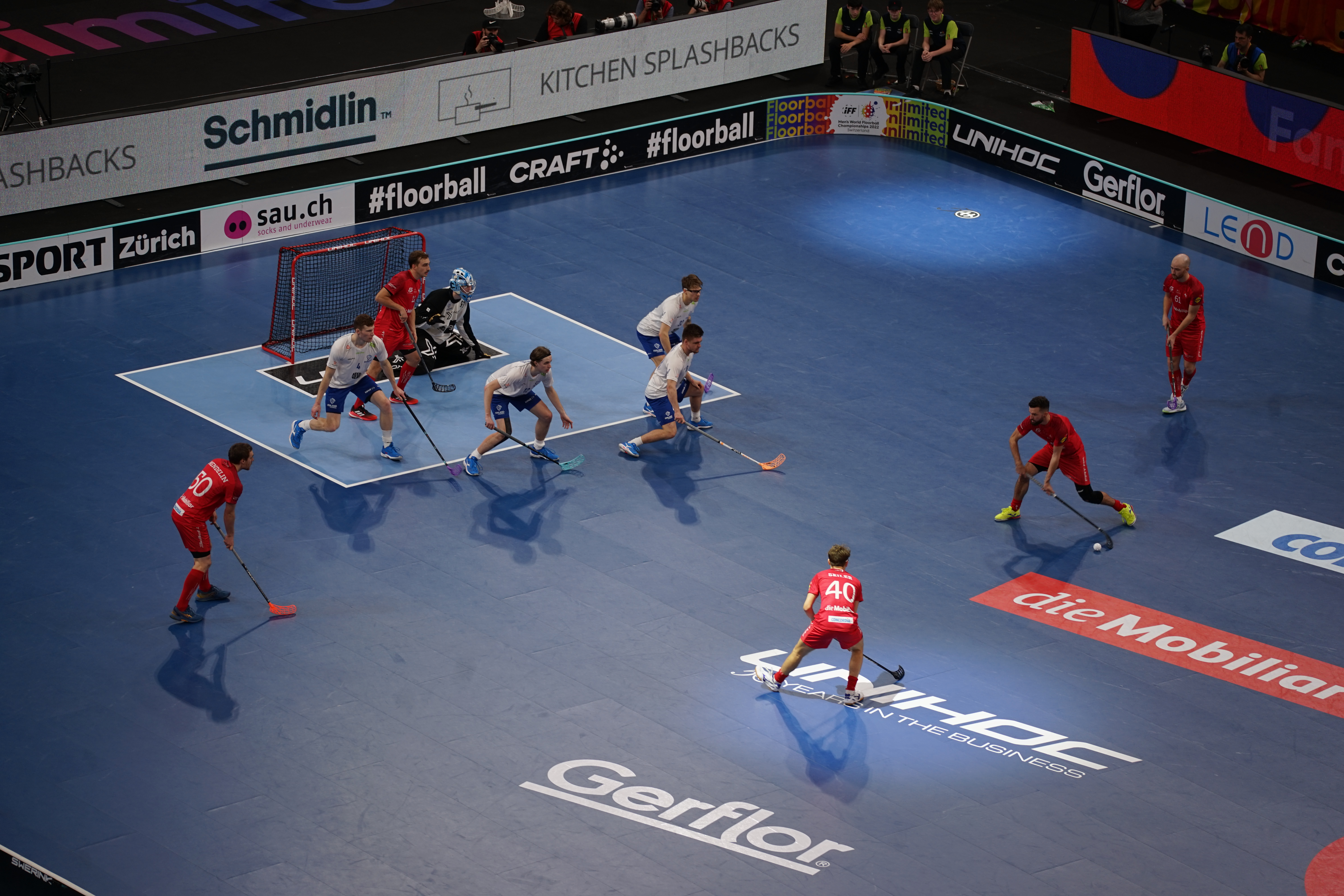
Boxplay im Unihockey: Finnland in Unterzahl beim kleinen Final der Weltmeisterschaft 2022